# Sara Aleixo
Sara Patrícia Moura Aleixo (Funchal, 3 de Setembro de 1978), é uma actriz, modelo e bailarina portuguesa. Trabalha como modelo desde 1997, tendo feito editoriais, desfiles e catálogos para as mais variadas e prestigiadas marcas e criadores.

## Em televisão
- 2022 - Big Brother Famosos 2022 - 2ª Edição TVI - Concorrente
- 2021 - Amor Amor, SIC - Liliana
- 2018 - Paixão, SIC
- 2008 - Rebelde Way, SIC - Alice Camargo
- 2007 - Chiquititas, SIC - Lena
- 2007 - Floribella, SIC - Marisa
- 2006 - Circo das Celebridades, TVI - Concorrente
- 2005 - Inspector Max, TVI - Cláudia Sines
- 2004/2005 – Mistura Fina, TVI - Fatinha Benfeito
- 2004 – Maré Alta, SIC - Várias personagens
- 2002 - A Minha Sogra é Uma Bruxa, RTP - Coelhinha
- 2000 - Capitão Roby, SIC - Convidada do casamento
- 2000 - Cocktail Nacional, TVI - Bailarina
- 2000 - Ri-te Ri-te, TVI - Bailarina
- 1998 - Roda dos Milhões, SIC - Assistente
- 1995 - Selecção Nacional, RTP - Genérico
- 1994 - Pátio da Fama, RTP - Concorrente

## Em publicidade
Spots televisivos e campanhas para JB, TMN, Corte Inglês, worten, Clix, Actimel, Crédito Agrícola, etc.

## Como bailarina
- Revista Cheira a Revista, encenação de Octávio Matos, tournée.
- Spot televisivo Galp – Caravana Positiva
- Genérico do programa Selecção Nacional
- Separadores do programa Ri-te, ri-te
- 1999/2001 – Dançou nos espectáculos do cantor João de Portugal
- Espectáculos: Moda Cascais, vários lançamentos de carros, Fil automóvel, *Aniversário da Mafalda da Mandala, Festa da Flash, Euro 2004, Anúncio da Galp Energia